# مبدل خافض للجهد

مغير إضعاف فرق الجهد

مغير إضعاف الجهد في حالة إيصال المفتاح وفصله للدائرة

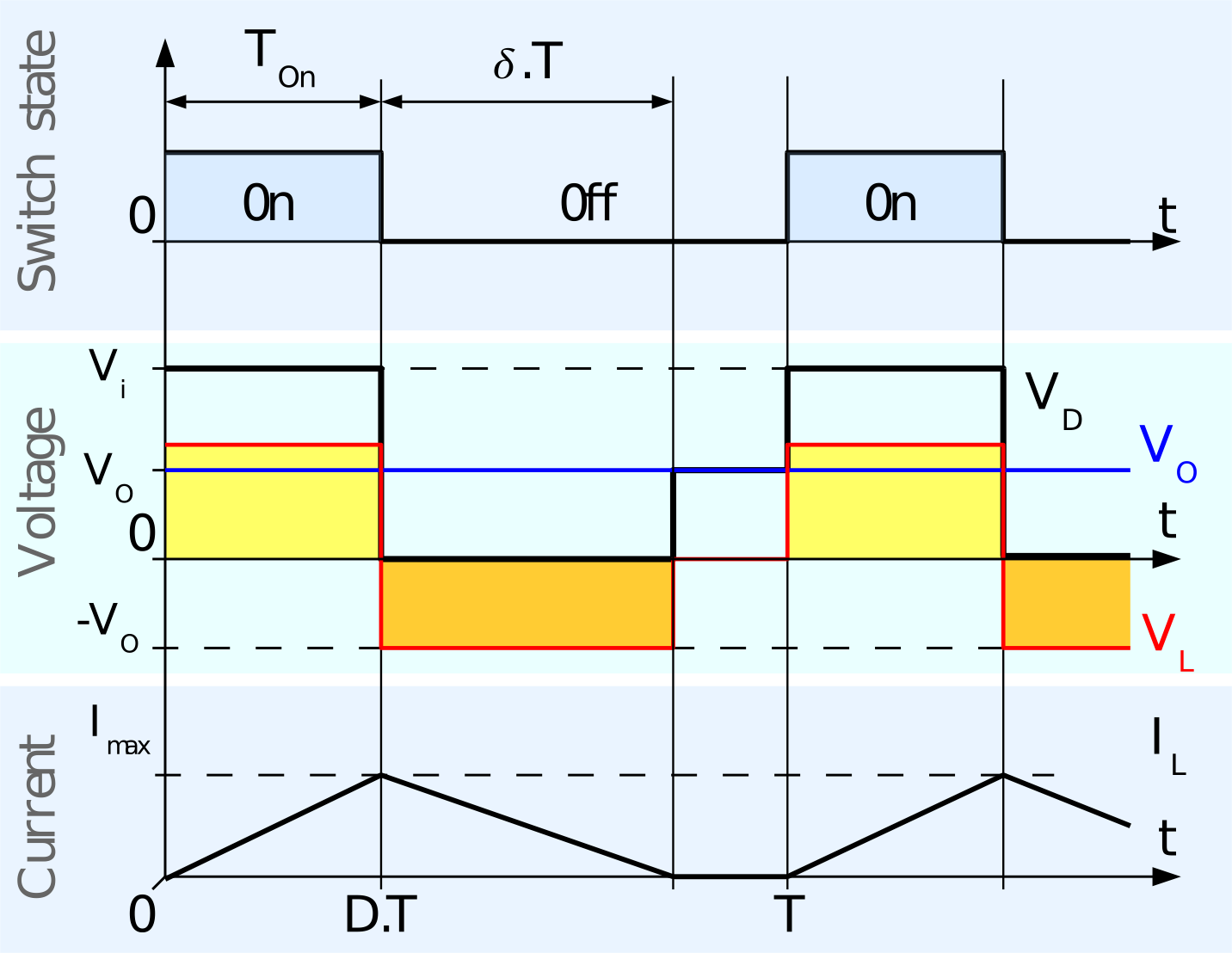
منحنى يبين وضعية التيار وفرق الجهد في حالتي الوصل والفصل

في الإلكترونيات، المبدل الخافض للجهد (بالإنجليزية: Step-down converter) هو مبدل لفرق الجهد الثابت بحيث يبدل الفلطية الثابتة الداخلة (فرق الجهد الثابت) إلى فلطية ثابتة أخرى أقل (Vin> Vout)، بناءً على مبدأ تعديل عرض النبضة.

## دورة التشغيل
دورة التشغيل (بالإنجليزية: دورة العمل) هي عبارة عن مقياس للوقت الذي يكون فيه المفتاح في وضعية التشغيل (موصلاً) إلى مجموع وقتي تشغيل وفصل المفتاح (on and off switch times).
{\displaystyle d={\frac {T_{on}}{T}}={\frac {T_{on}}{T_{on}+T_{off}}}}
d: duty cycle
T_{on} = time when switch is on
T_{off} = time when switch is off
T = T_{on} + T_{off} : whole periode
في حالة الوصل {T_{on يمر التيار من خلال المحث وعبرَ المقاومة الكهربائية، أما الديود فيكون في حالة غير موصلة.
في حالة الفصل {T_{off فتسير الطاقة التي خُزنَت في المحث عبر دائرة الديود (انظر إلى الجزء السفلي من الصورة الثانية) وبهذا يسير التيار الكهربائي على المقاومة بإستمرار حتى مع فصل مفتاح الدائرة لفترة قصيرة.

## التحكم بالدائرة
يتم التحكم بالدائرة عن طريق تغيير وقت الإيصال {T_{on وعن طريق تغيير تردد التشغيل (عدد المرات التي يتم فيها فتح وإغلاق المفتاح في الثانية).